# Меша (месяц)
Меша́, (с санскр. मेष, IAST: meṣa) — это солнечный месяц (первый из 12-и) в древнеиндийском лунно-солнечном календаре, соответствует зодиакальному созвездию Овен и приходится, примерно, на вторую половину апреля и первую половину мая в григорианском календаре.
В ведических текстах месяц Меша называется Ма́дху (санскр. मधु, IAST: madhu), но в этих древних текстах он не имеет зодиакальных ассоциаций. Солнечный месяц Меша пересекается с лунным месяцем Вайшакха, в индийских лунно-солнечных календарях. Ему предшествует солнечный месяц Мина, а затем идёт солнечный месяц Вришабха
Месяц Меша называется Читтира́и (там. சித்திரைத், IAST: chittirai ) в тимильском календаре. Древние и средневековые санскритские тексты Индии различаются в своих расчетах относительно продолжительности месяца Меша, как и остальных месяцев. Например, Сурья сиддханта, датированная ок. 400 годом, рассчитывает продолжительность месяца как 30 дней, 22 часа, 26 минут и 48 секунд.. В отличие от этого, Арья Сиддханте написано, что продолжительность месяца составляет 30 дней, 22 часа, 12 минут.. Индийские названия солнечных месяцев значимы в эпиграфических исследованиях Южной Азии. Например, месяц Меша, наряду с другими солнечными месяцами, найден вписанным в индийских храмах и памятниках империи Чола средневековой эпохи.
Меша также является астрологическим знаком зодиака в индийской астрологии и соответствует Овну.